# 16.ª etapa da Volta a Espanha de 2019
A 16.ª etapa da Volta a Espanha de 2019 teve lugar a 9 de setembro de 2019 entre Pravia e Porto da Cubilla sobre um percurso de 144,4 km e foi vencida em solitário pelo dinamarquês Jakob Fuglsang da Astana. O esloveno Primož Roglič conseguiu manter o maillot vermelho um dia mais.

## Classificação da etapa
| \| Classificação por etapas \| Classificação por etapas \| Classificação por etapas \| Classificação por etapas \| Classificação por etapas \| \| Ciclista \| Ciclista \| Equipe \| Tempo \| \| \| ------------------------ \| ------------------------ \| ----------------------------- \| ------------------------ \| ------------------------ \| \| 1. \| Jakob Fuglsang \| Astana \| 4h01m22s \| \| \| 2. \| Tao Geoghegan Hart \| Team Ineos \| + 22s \| \| \| 3. \| Luis León Sánchez \| Astana \| + 40s \| \| \| 4. \| James Knox \| Deceuninck-Quick Step \| + 42s \| \| \| 5. \| Gianluca Brambilla \| Trek-Segafredo \| + 1m12s \| \| \| 6. \| Thomas De Gendt \| Lotto-Soudal \| + 2m09s \| \| \| 7. \| Mikel Bizkarra \| Euskadi Basque Country-Murias \| + 2m15s \| \| \| 8. \| Amanuel Gebrezgabihier \| Dimension Data \| + 2m21s \| \| \| 9. \| Philippe Gilbert \| Deceuninck-Quick Step \| + 2m32s \| \| \| 10. \| Geoffrey Bouchard \| AG2R La Mondiale \| + 2m32s \| \| |                        |                               |          |
| |                        |                               |          |
| Fonte: ProCyclingStats |                        |                               |          |
| Classificação por etapas |                        |                               |          |
| Ciclista | Ciclista               | Equipe                        | Tempo    |
| 1. | Jakob Fuglsang         | Astana                        | 4h01m22s |
| 2. | Tao Geoghegan Hart     | Team Ineos                    | + 22s    |
| 3. | Luis León Sánchez      | Astana                        | + 40s    |
| 4. | James Knox             | Deceuninck-Quick Step         | + 42s    |
| 5. | Gianluca Brambilla     | Trek-Segafredo                | + 1m12s  |
| 6. | Thomas De Gendt        | Lotto-Soudal                  | + 2m09s  |
| 7. | Mikel Bizkarra         | Euskadi Basque Country-Murias | + 2m15s  |
| 8. | Amanuel Gebrezgabihier | Dimension Data                | + 2m21s  |
| 9. | Philippe Gilbert       | Deceuninck-Quick Step         | + 2m32s  |
| 10. | Geoffrey Bouchard      | AG2R La Mondiale              | + 2m32s  |

## Classificações ao final da etapa

### Classificação geral
| \| Classificação geral \| Classificação geral \| Classificação geral \| Classificação geral \| Classificação geral \| \| Ciclista \| Ciclista \| Equipe \| Tempo \| \| \| ------------------- \| ------------------- \| -------------------------- \| ------------------- \| ------------------- \| \| 1. \| Primož Roglič \| Team Jumbo-Visma \| 62h17m52s \| \| \| 2. \| Alejandro Valverde \| Movistar Team \| + 2m48s \| \| \| 3. \| Tadej Pogačar \| UAE Team Emirates \| + 3m42s \| \| \| 4. \| Miguel Ángel López \| Astana \| + 3m59s \| \| \| 5. \| Rafał Majka \| Bora-Hansgrohe \| + 7m40s \| \| \| 6. \| Nairo Quintana \| Movistar Team \| + 7m43s \| \| \| 7. \| Nicolas Edet \| Cofidis, Solutions Crédits \| + 10m27s \| \| \| 8. \| Wilco Kelderman \| Team Sunweb \| + 10m34s \| \| \| 9. \| Carl Fredrik Hagen \| Lotto-Soudal \| + 10m40s \| \| \| 10. \| Hermann Pernsteiner \| Bahrain-Merida \| + 12m05s \| \| |                     |                            |           |
| |                     |                            |           |
| Fonte: ProCyclingStats |                     |                            |           |
| Classificação geral |                     |                            |           |
| Ciclista | Ciclista            | Equipe                     | Tempo     |
| 1. | Primož Roglič       | Team Jumbo-Visma           | 62h17m52s |
| 2. | Alejandro Valverde  | Movistar Team              | + 2m48s   |
| 3. | Tadej Pogačar       | UAE Team Emirates          | + 3m42s   |
| 4. | Miguel Ángel López  | Astana                     | + 3m59s   |
| 5. | Rafał Majka         | Bora-Hansgrohe             | + 7m40s   |
| 6. | Nairo Quintana      | Movistar Team              | + 7m43s   |
| 7. | Nicolas Edet        | Cofidis, Solutions Crédits | + 10m27s  |
| 8. | Wilco Kelderman     | Team Sunweb                | + 10m34s  |
| 9. | Carl Fredrik Hagen  | Lotto-Soudal               | + 10m40s  |
| 10. | Hermann Pernsteiner | Bahrain-Merida             | + 12m05s  |

### Classificação por pontos
| Classificação por pontos | Classificação por pontos | Classificação por pontos | Classificação por pontos | Classificação por pontos |
| Ciclista                 | Ciclista                 | Equipe                   | Pontos                   |                          |
| ------------------------ | ------------------------ | ------------------------ | ------------------------ | ------------------------ |
| 1.                       | Primož Roglič            | Team Jumbo-Visma         | 117 pts                  |                          |
| 2.                       | Tadej Pogačar            | UAE Team Emirates        | 92 pts                   |                          |
| 3.                       | Alejandro Valverde       | Movistar Team            | 82 pts                   |                          |
| 4.                       | Nairo Quintana           | Movistar Team            | 82 pts                   |                          |
| 5.                       | Sam Bennett              | Bora-Hansgrohe           | 70 pts                   |                          |
| 6.                       | Miguel Ángel López       | Astana                   | 57 pts                   |                          |
| 7.                       | Alex Aranburu            | Caja Rural-Seguros RGA   | 52 pts                   |                          |
| 8.                       | Marc Soler               | Movistar Team            | 45 pts                   |                          |
| 9.                       | Tosh Van der Sande       | Lotto-Soudal             | 44 pts                   |                          |
| 10.                      | Ruben Guerreiro          | Katusha-Alpecin          | 43 pts                   |                          |

### Classificação da montanha
| Classificação da montanha | Classificação da montanha | Classificação da montanha     | Classificação da montanha | Classificação da montanha |
| Ciclista                  | Ciclista                  | Equipe                        | Pontos                    |                           |
| ------------------------- | ------------------------- | ----------------------------- | ------------------------- | ------------------------- |
| 1.                        | Geoffrey Bouchard         | AG2R La Mondiale              | 50 pts                    |                           |
| 2.                        | Ángel Madrazo             | Burgos-BH                     | 44 pts                    |                           |
| 3.                        | Tao Geoghegan Hart        | Team Ineos                    | 29 pts                    |                           |
| 4.                        | Tadej Pogačar             | UAE Team Emirates             | 25 pts                    |                           |
| 5.                        | Jakob Fuglsang            | Astana                        | 24 pts                    |                           |
| 6.                        | Alejandro Valverde        | Movistar Team                 | 22 pts                    |                           |
| 7.                        | Mikel Bizkarra            | Euskadi Basque Country-Murias | 22 pts                    |                           |
| 8.                        | Sergio Henao              | UAE Team Emirates             | 21 pts                    |                           |
| 9.                        | Sergio Samitier           | Euskadi Basque Country-Murias | 20 pts                    |                           |
| 10.                       | Primož Roglič             | Team Jumbo-Visma              | 20 pts                    |                           |

### Classificação dos jovens
| Classificação dos jovens | Classificação dos jovens     | Classificação dos jovens      | Classificação dos jovens | Classificação dos jovens |
| Ciclista                 | Ciclista                     | Equipe                        | Tempo                    |                          |
| ------------------------ | ---------------------------- | ----------------------------- | ------------------------ | ------------------------ |
| 1.                       | Tadej Pogačar                | UAE Team Emirates             | 62h21m34s                |                          |
| 2.                       | Miguel Ángel López           | Astana                        | + 17s                    |                          |
| 3.                       | James Knox                   | Deceuninck-Quick Step         | + 9m44s                  |                          |
| 4.                       | Sergio Higuita               | EF Education First            | + 10m42s                 |                          |
| 5.                       | Ruben Guerreiro              | Katusha-Alpecin               | + 13m44s                 |                          |
| 6.                       | Kilian Frankiny              | Groupama-FDJ                  | + 20m55s                 |                          |
| 7.                       | Amanuel Gebrezgabihier       | Dimension Data                | + 34m21s                 |                          |
| 8.                       | Sepp Kuss                    | Team Jumbo-Visma              | + 36m24s                 |                          |
| 9.                       | Ben O'Connor                 | Dimension Data                | + 38m33s                 |                          |
| 10.                      | Óscar Rodríguez Garaicoechea | Euskadi Basque Country-Murias | + 38m43s                 |                          |

### Classificação por equipas
| Classificação por equipes | Classificação por equipes     | Classificação por equipes | Classificação por equipes |
| Equipe                    | Equipe                        | Tempo                     |                           |
| ------------------------- | ----------------------------- | ------------------------- | ------------------------- |
| 1.                        | Movistar Team                 | 186h06m03s                |                           |
| 2.                        | Astana                        | + 16m11s                  |                           |
| 3.                        | Team Jumbo-Visma              | + 47m30s                  |                           |
| 4.                        | Mitchelton-Scott              | + 1h47m33s                |                           |
| 5.                        | AG2R La Mondiale              | + 1h48m09s                |                           |
| 6.                        | Euskadi Basque Country-Murias | + 2h07m31s                |                           |
| 7.                        | Trek-Segafredo                | + 2h13m31s                |                           |
| 8.                        | Bahrain-Merida                | + 2h15m56s                |                           |
| 9.                        | Dimension Data                | + 2h16m24s                |                           |
| 10.                       | Cofidis, Solutions Crédits    | + 2h35m19s                |                           |

## Abandonos
Nenhum.